# شينباتشي تسوجي
شينباتشي تسوجي (辻親八 تسوجي شينباتشي) هو ممثل ياباني ولد في 20 أكتوبر 1956 في مقاطعة تشيبا.

## أدواره في الأنمي

### مسلسلات أنمي تلفزيونية
- ناروتو - باكّون
- ناروتو شيبودن - باكّون
- ذا بيغ أو - بيغ إير
- كازي نو يوجيمبو - شوساكو تانوكورا
- شامان كينج - باسون
- سباق التحدي - زودا
- يو يو هاكوشو - شاتشي
- ابنة ذو العشرين وجه - ياشيرو
- كود جياس لولوش المتمرد - تايزو كيريهارا
- فايري تايل - ماكاروف, فاوست
- غانكتسأو - البارون دانغلار
- خيميائي الفولاذ FULLMETAL ALCHEMIST - هاينكل
- أرك ذا لاد - تشونغالا
- حفيد نوراريهيون - موكوغيو داروما
- حفيد نوراريهيون: عاصمة العفاريت - موكوغيو داروما
- ليفل E - جينباتشي ساكاموتو
- بليد - ماكراي
- لوغ هورايزون - سيرجياد كوين
- لوست يونيفرس - بلانكو ماغما
- دورارارا!! ×2 المقدمة - لينغيرين
- M3 الفولاذ الأسود - الرئيس

### أوفا أنمي
- Phantom -PHANTOM THE ANIMATION- - أيزاك وايزميل
- القاتل إيتشي EPISODE 0 - جيجي

## أدواره في الدبلجة اليابانية
- سلسلة أفلام هاري بوتر
  - هاري بوتر وسجين أزكابان - سيرياس بلاك
  - هاري بوتر وكأس النار - سيرياس بلاك
  - هاري بوتر وجماعة العنقاء - سيرياس بلاك
- التدفق البعيد - لو فروغ
- جزيرة المصراع - أندرو ليديس

## وصلات خارجية
- شينباتشي تسوجي على موقع IMDb (الإنجليزية)
- شينباتشي تسوجي على موقع ألو سيني (الفرنسية)
- شينباتشي تسوجي على موقع ميوزك برينز (الإنجليزية)
- شينباتشي تسوجي على موقع قاعدة بيانات الفيلم (الإنجليزية)
- شينباتشي تسوجي على موقع كينوبويسك (الروسية)
- شينباتشي تسوجي على موقع ANN person (الإنجليزية)